# Liste der Monuments historiques in Luzarches
Die Liste der Monuments historiques in Luzarches führt die Monuments historiques in der französischen Stadt Luzarches auf.

## Liste der Bauwerke
| Bezeichnung                                      | Beschreibung | Standort               | Kennzeichnung | Schutzstatus | Datum | Bild           |
| ------------------------------------------------ | ------------ | ---------------------- | ------------- | ------------ | ----- | -------------- |
| Ehemalige Abtei Hérivaux                         |              | (Lage)                 | PA00080107    | Inscrit      | 1926  | weitere Bilder |
| Kirche St-Côme-St-Damien                         |              | (Lage)                 | PA00080108    | Classé       | 1912  | weitere Bilder |
| Ferme Herivaux                                   | Bauernhof    | (Lage)                 | PA95000003    | Inscrit      | 1998  | weitere Bilder |
| Markthalle                                       |              | (Lage)                 | PA00080109    | Inscrit      | 1928  | weitere Bilder |
| Reste des Schlosses und des Priorates Saint-Côme |              | Rue Saint-Cosme (Lage) | PA00080110    | Inscrit      | 1940  | weitere Bilder |

## Liste der Objekte

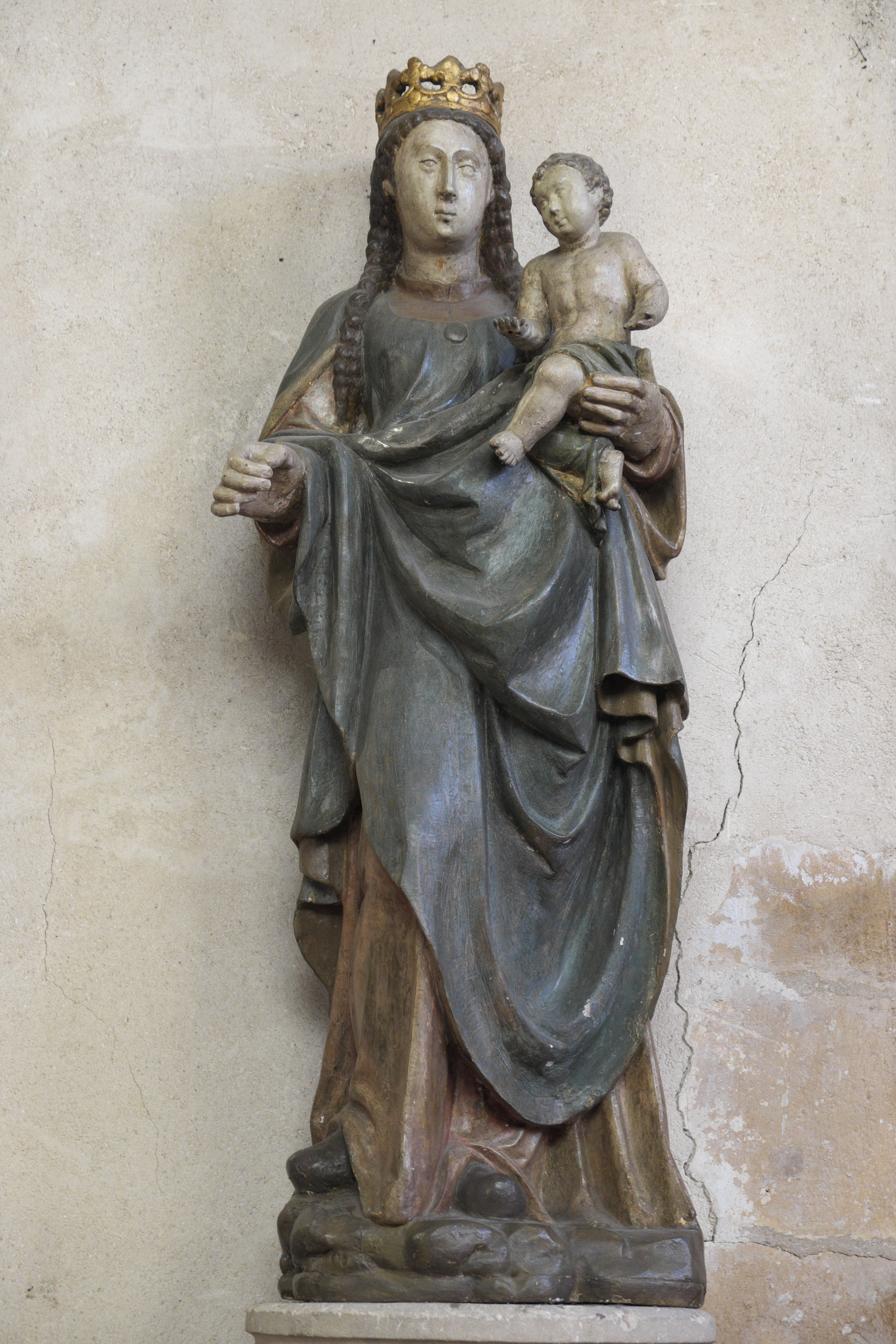
Skulptur Madonna und Kind (16. Jahrhundert) in der Kirche St-Côme-St-Damien

- Monuments historiques (Objekte) in Luzarches in der Base Palissy des französischen Kultusministeriums